# 1966 în film
- 1965 în cinematografie — 1966 în cinematografie — 1967 în cinematografie

## Filmele cu cele mai mari încasări
În SUA
| #   | Titlu                                            | Studio               | Actori                                                                                                | Încasări    |
| --- | ------------------------------------------------ | -------------------- | --- | ----------- |
| 1.  | The Bible: In the Beginning...                   | 20th Century Fox     | Michael Parks, Richard Harris, John Huston, George C. Scott, Ava Gardner, Stephen Boyd, Peter O'Toole | $34,900,023 |
| 2.  | Hawaii                                           | United Artists       | Julie Andrews, Max von Sydow, Richard Harris, Gene Hackman, Jocelyne LaGarde                          | $34,562,222 |
| 3.  | Who's Afraid of Virginia Woolf?                  | Warner Bros.         | Elizabeth Taylor, Richard Burton, George Segal, Sandy Dennis                                          | $33,736,689 |
| 4.  | The Sand Pebbles                                 | 20th Century Fox     | Steve McQueen, Richard Attenborough, Candice Bergen, Richard Crenna, Marayat Andriane, Mako           | $30,017,647 |
| 5.  | Un om pentru eternitate                          | Columbia             | Paul Scofield, Wendy Hiller, Robert Shaw, John Hurt                                                   | $28,350,000 |
| 6.  | The Good, the Bad and the Ugly                   | United Artists       | Clint Eastwood, Eli Wallach, Lee Van Cleef                                                            | $25,100,000 |
| 7.  | Lt. Robin Crusoe, U.S.N.                         | Walt Disney Pictures | Dick Van Dyke, Nancy Kwan                                                                             | $22,565,634 |
| 8.  | The Russians Are Coming, the Russians Are Coming | United Artists       | Alan Arkin, Eva Marie Saint, Jonathan Winters, Carl Reiner                                            | $21,693,114 |
| 9.  | Grand Prix                                       | MGM                  | James Garner, Eva Marie Saint, Yves Montand, Toshiro Mifune                                           | $20,845,016 |
| 10. | Blowup                                           | MGM                  | David Hemmings, Vanessa Redgrave                                                                      | $20,000,000 |
| 11. | The Endless Summer                               | Cinema V             | Mike Hynson, Robert August, Miki Dora                                                                 | $20,000,000 |
| 12. | The Professionals                                | Columbia             | Burt Lancaster, Lee Marvin, Claudia Cardinale, Jack Palance                                           | $19,537,346 |
| 13. | Alfie                                            | Paramount            | Michael Caine, Shelley Winters                                                                        | $18,871,300 |
| 14. | Georgy Girl                                      | Columbia             | Lynn Redgrave, James Mason                                                                            | $16,873,162 |
| 15. | The Silencers                                    | Columbia             | Dean Martin, Stella Stevens                                                                           | $16,318,124 |
| 16. | Follow Me, Boys!                                 | Walt Disney Pictures | Fred MacMurray, Vera Miles, Kurt Russell                                                              | $16,207,116 |
| 17. | The Blue Max                                     | 20th Century Fox     | George Peppard, James Mason                                                                           | $16,151,612 |
| 18. | Our Man Flint                                    | 20th Century Fox     | James Coburn                                                                                          | $16,000,000 |
| 19. | The Wild Angels                                  | AIP                  | Peter Fonda, Nancy Sinatra                                                                            | $15,541,070 |
| 20. | A Man and a Woman                                | United Artists       | Anouk Aimée, Jean-Louis Trintignant                                                                   | $14,000,000 |
| 21. | Torn Curtain                                     | Universal            | Paul Newman, Julie Andrews                                                                            | $13,000,000 |
| 22. | Fantastic Voyage                                 | 20th Century Fox     | Stephen Boyd, Raquel Welch                                                                            | $12,000,000 |
| 23. | Harper                                           | Warner Bros.         | Paul Newman, Lauren Bacall, Robert Wagner, Janet Leigh                                                | $12,000,000 |
| 24. | The Trouble with Angels                          | Columbia             | Rosalind Russell, Hayley Mills, June Harding                                                          | $8,200,000  |
| 25. | Penelope                                         | MGM                  | Natalie Wood, Ian Bannen, Dick Shawn, Peter Falk                                                      | $8,000,000  |

## Premii

### Oscar
- Cel mai bun film:
- Cel mai bun regizor:
- Cel mai bun actor:
- Cea mai bună actriță:
- Cel mai bun film străin:

Articol detaliat: Oscar 1966

### BAFTA
- Cel mai bun film:
- Cel mai bun actor:
- Cea mai bună actriță:
- Cel mai bun film străin: